# Hope Mirrlees

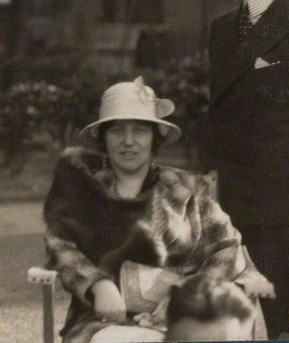
Hope Mirrlees, Fotografie von Ottoline Morrell, 1931

(Helen) Hope Mirrlees (* 8. April 1887 in Erpingham, Chislehurst, Kent; † 1. August 1978 in Thames Bank, Goring-on-Thames) war eine britische Dichterin, Romanautorin und Übersetzerin. Ihre bekanntesten Werke sind Lud-in-the-Mist (1926), ein Fantasy-Roman und einflussreicher Klassiker des Genres, und Paris: A Poem (1920), ein experimentelles Gedicht, das von Virginia und Leonard Woolfs Hogarth Press veröffentlicht wurde.

## Leben
Mirrlees war die älteste Tochter der Schotten William Julius Mirrlees (1860–1923) und Emily Lina Moncrieff (1861–1948). Sie wuchs in Schottland und Südafrika auf. Danach besuchte Mirrlees die Royal Academy of Dramatic Art, bevor sie am Newnham College in Cambridge Griechisch studierte. Während ihres Studiums in Cambridge entwickelte Mirrlees eine enge Beziehung zu ihrer damaligen Tutorin, der Klassizistin Jane Ellen Harrison. Mirrlees und Harrison lebten von 1913 bis zu HarrisonsTod im Jahr 1928 zusammen. Obwohl sie ihre Zeit hauptsächlich zwischen dem Vereinigten Königreich und Frankreich aufteilten und oft nach Paris zurückkehrten, um Harrisons medizinische Behandlungen fortzusetzen, führten ihre Reisen sie auch in andere europäische Länder. Beide studierten Russisch, Mirrlees erwarb ein Diplom in Russisch an der École des Langues Orientales in Paris, und sie arbeiteten gemeinsam an Übersetzungen aus dem Russischen. Mirrlees und Harrison besuchten 1920 Spanien und nahmen dort Spanischunterricht. Nach dem Tod von Harrison konvertierte Mirrlees zum Katholizismus.
1948 zog sie nach Südafrika und blieb dort bis 1963. 1962 erschien in Südafrika der erste Band ihrer „extravaganten Biografie“ von Robert Bruce Cotton. Der zugehörige zweite Band ist unveröffentlicht. Zwei Gedichtbände, Poems und Moods and Tensions, wurden ebenfalls privat in Südafrika veröffentlicht.
Mirrlees war mit Virginia Woolf befreundet, die sie in einem Brief als „her own heroine – capricious, exacting, exquisite, very learned, and beautifully dressed“ beschrieb. Zu ihrem prominenten Freundeskreis gehörten auch T. S. Eliot, Gertrude Stein, die Mirrlees in Everybody's Autobiography erwähnte, Bertrand Russell und Ottoline Morrell.
Mirrlees starb 1978 im Alter von 91 Jahren in Thames Bank, Goring, England.

## Nachleben
Mirrlees’ 600-zeiligem modernistischen Gedicht Paris: A Poem, das 1920 von Leonard und Virginia Woolfs Hogarth Press veröffentlicht wurde, wird in der Literaturkritik Einfluss auf das Werk ihres Freundes T. S. Eliot und auf das von Virginia Woolf zugesprochen.
Mirrlees verlegte ihren ersten Roman, Madeleine: One of Love's Jansenists (1919), in die literarischen Kreise der Précieuses des 17. Jahrhunderts und insbesondere in den von Mlle de Scudéry besuchten Salon. Für den Hintergrund ihres zweiten Romans, The Counterplot (1924), verwendete sie die mittelalterliche spanische Kultur.
Lud-in-the-Mist wurde 1970 von Lin Carter ohne die Erlaubnis der Autorin für die Ballantine Adult Fantasy-Reihe im Taschenbuchformat nachgedruckt und 1977 von Del Rey Books erneut aufgelegt. Carter wies in der Einleitung darauf hin, dass er und der Verlag nicht einmal feststellen konnten, ob die Autorin lebte oder tot war, „since our efforts to trace this lady [Mirrlees] have so far been unsuccessful“.
Joanna Russ schrieb eine Kurzgeschichte, The Zanzibar Cat (1971), als Hommage an Hope Mirrlees und als Kritik an Lud-in-the-Mist und dem gesamten Genre der Phantastik, indem sie das Feenland als half in affectionate parody, but the other half very seriously indeed beschrieb.
Seit dem Jahr 2000 hat das Werk einen erneuten Popularitätsschub erfahren, der durch neue Ausgaben ihrer Gedichte, wissenschaftliche Essays, neue Einführungen in Lud-in-the-Mist durch Neil Gaiman und Douglas A. Anderson sowie eine Kurzbiografie des Schriftstellers Michael Swanwick oder einen Faksimile-Nachdruck von Paris: A Poem zum Ausdruck kommt. Lud-in-the-Mist wurde ins Deutsche („Flucht ins Feenland“) und Spanische übersetzt.
The Collected Poems of Hope Mirrlees wurden 2011 von Sandeep Parmar herausgegeben. Die Ausgabe enthält bisher unveröffentlichte Gedichte, den vollständigen Text von Paris: A Poem, ihre späten Gedichte und Prosa-Essays aus den 1920er Jahren.

## Werk
Roman
- Madeleine: One of Love's Jansenists (1919)
- The Counterplot (1924)
- Lud-in-the-Mist (1926)

Lyrik
- Paris: A Poem (1919)
- Poems (1963)
- Moods and Tensions: Poems (1976)
- Sandeep Parmar (Hrsg.): Collected Poems of Hope Mirrlees (2011)

Sachtext
- Quelques aspects de l’art d'Alexis Mikhailovich Remizov, in: Le Journal de Psychologie Normale et Pathologique (1926)
- Listening in to the Past, in: The Nation & Athenaeum (1926)
- The Religion of Women, in: The Nation & Athenaeum (1927)
- Gothic Dreams, in: The Nation & Athenaeum (1928)
- Bedside Books, in: Life and Letters (1928)
- A Fly in Amber: Being an Extravagant Biography of the Romantic Antiquary Sir Robert Bruce Cotton (1962)

Übersetzungen aus dem Russischen
- mit Jane Ellen Harrison: The life of the Archpriest Avvakum by Himself (1924)
- mit Jane Ellen Harrison: The Book of the Bear: Being Twenty-one Tales newly translated from the Russian (1926)